# 椒麻鶏
椒麻鶏（簡体字: 椒麻鸡; 繁体字: 椒麻雞、ジャオマジ、鶏肉の山椒あえ）は、茹でた鶏肉に花椒粉・刻みネギ・ごま油・醤油などを和えたタレをかけた中華料理。四川料理として著名。
タイ料理風の台湾料理である泰式椒麻鶏は四川の椒麻鶏とは異なり、鶏のから揚げにニンニク・唐辛子・香菜・レモン汁・砂糖のタレをかける。

## 椒麻鶏

### 四川料理の椒麻鶏
白切鶏に椒麻ソース（タレ）をかけたものである。鶏肉は茹でてから冷ます。タレは花椒の粉に細かく刻んだネギ・ショウガとごま油・醤油などを和えたもので、加熱せずに鶏にかける。泰式椒麻鶏と違い、唐辛子やレモンは入れない。
白切鶏に独特のソースをかける料理としては他に棒棒鶏および怪味鶏があり、椒麻鶏はこれらとともに四川料理の代表的な冷菜である。
日本では1958年に王馬熙純がレシピを出している。王馬のバージョンでは鶏は蒸し、タレはつぶした山椒・ネギ・ショウガを炒めてから調味料を加えて煮る。これを冷ましてから鶏にかける。

### 新疆椒麻鶏
新疆料理の新疆椒麻鶏は、四川料理の椒麻鶏を新疆の料理人がアレンジしたもの。

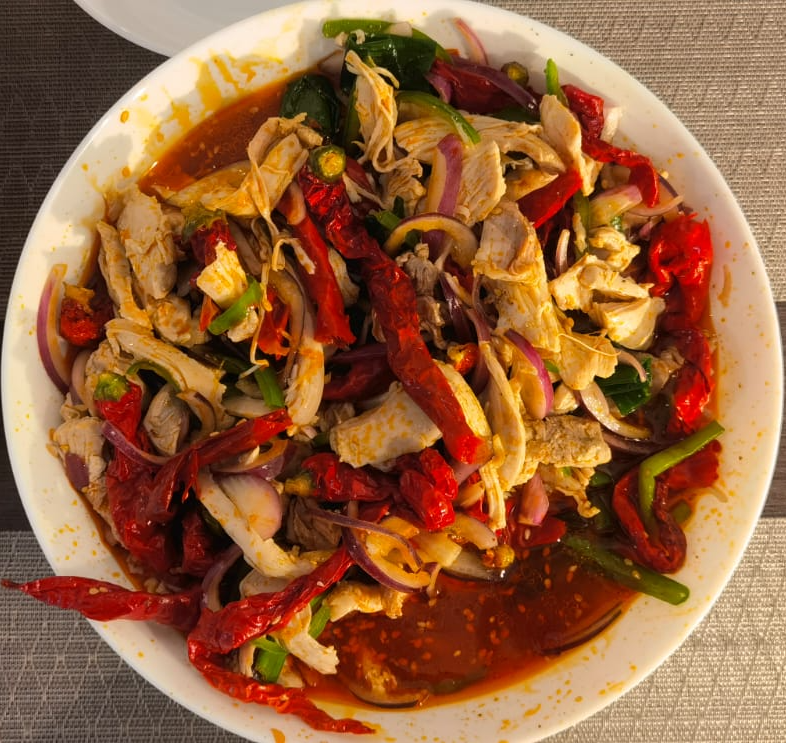
新疆料理風の椒麻鶏

茹でた丸鶏（鶏一羽丸ごと）を細かく割き、唐辛子・ピーマン・ネギを乗せてタレをかける。タレは椒麻油（花椒を煮た油）と鶏の煮汁が主体。
椒麻鶏は、中国烹飪協会が選定した新疆十大経典名菜の一つに挙げられている。

## 泰式椒麻鶏
台湾の泰式椒麻鶏（中国語: 泰式椒麻雞、拼音: tài shì jiāo má jī タイシージャオマージー）は、下味を付けた鶏肉に小麦粉を付けて揚げ、ニンニク・唐辛子・香菜・レモン汁・砂糖のタレをかけた料理。鶏肉の部位としては、骨なしのモモ肉が好まれる。
鶏肉を茹でるのではなくて油で揚げる点や、必ずしも花椒を入れない点が四川料理の椒麻鶏とは異なる。粉をつけた鶏のから揚げに甘酢ベースのタレをかけるという点では日本の油淋鶏に似ている。
「泰式」という表記は「タイ式」を意味している。台湾ではタイ料理店で売られており、タイ料理と思われているが、タイ王国ではなく台湾発祥の料理である。
台湾料理の創新名菜に挙げられている。